# Pinnész illír király
Pinnész (ógörög Πίννης, latin Pinneus, Pinnius; Illíria, i. e. 230-as évek második fele – ?, i. e. 217 ?) az ókori Illír Királyság uralkodója i. e. 231-től i. e. 217-ig. Miután apja, Agrón halálakor kisgyermekként örökölte meg a trónt, i. e. 227-ig mostohaanyja, Teuta királyné, majd i. e. 219-ig mostohaapja, Pharoszi Démétriosz régensi gondoskodására volt bízva. Az államügyek irányítása szintén a régensek kezében volt, így bár Pinnész uralkodása alatt került sor a Római Köztársaság első (i. e. 229–228) és második illíriai háborújára (i. e. 219), a kiskorú királynak azok lefolyására vajmi kevés befolyása volt. A második háborút követően a rómaiak elismerték királyi jogaiban, de két évvel később, i. e. 217-ben már atyai nagybátyja, Szkerdilaidasz volt az Illír Királyság uralkodója.

## Életútja
Szülei a kb. i. e. 250-től az Illír Királyság felett uralkodó Agrón király és annak második felesége, Triteuta voltak. Apja az elődjeiét nagyságában és ütőerejében jóval felülmúló flottát és hadsereget szervezett, birodalma a Narón és az Aóosz völgyei között húzódott. Agrón az i. e. 231. évi medioni csata után váratlanul elhunyt, és Pinneusz örökölte meg a trónt. Miután azonban még karonülő gyermek volt, régensként mostohaanyja, Agrón első felesége, Teuta királyné vette át az államügyek irányítását. Az illírek vereségével és a partvidéki római protektorátus megalapításával záruló első római–illír háború (i. e. 229–228) után egy évvel, i. e. 227-ben Teuta lemondott régensi hivataláról. A korábban az illír uralkodók szolgálatában állt Pharoszi Démétriosz ekkor nőül vette Pinnész anyját, Triteutát, és ezzel – valamint a rómaiak jóváhagyásával – a kiskorú király régense lett.
Az i. e. 220-as évek közepétől Pharoszi Démétriosz a római fennhatósággal és az i. e. 228. évi békével fokozatosan szembefordulva kalandor politikát folytatott. Bár eleinte nem vitte nyílt kenyértörésre a dolgot, de illírjei élén ismét a kalózkodás útjára lépett, visszafoglalt római protektorátus alatt álló területeket, és egyre inkább a Rómával szembenálló III. Antigonosz Makedóniája felé orientálódott. Egyes események történettudományi értelmezései arra utalnak, hogy az időközben felcseperedett Pinnész ellenezhette mostohaapja – és a vele szövetséges Szkerdilaidasz – politikáját, és igyekezett a Rómával kötött i. e. 228. évi békéhez hű maradni. Így például amikor a korabeli források arról adnak hírt, hogy i. e. 222-ben az illírek egy része Makedónia oldalán harcolt Szellasziánál, aközben egy másik illír sereg Makedóniát támadta, a történészek Pinnész támogatóit sejtik az utóbbiak mögött. Miután a rómaiak megelégelték Pharoszi Démétriosz politikáját, i. e. 219-ben hadat indítottak ellene (második római–illír háború), és elűzték a hatalomból. Róma ezt követően saját jogán királyként ismerte el Pinnészt, és vele újították meg az i. e. 228-as béke feltételeit, köztük az Illír Királyság által fizetendő hadisarc mértékét. Pinnész nem bizonyult erős kezű uralkodónak, az elkövetkező években az Illír Királyság társadalmi válságon esett át, az Apollónia és Epidamnosz közötti területek illírjei ismét köztársasági rendszerű koinonokba kezdtek szerveződni. Két évvel később, i. e. 217-ben római követek érkeztek Pinnész udvarába, hogy kérdőre vonják az elmaradt hadisarc miatt, egyúttal azzal is megfenyegették, hogy magukkal hurcolják Rómába. Pinnész még ugyanabban az évben eltűnt a politika színpadáról – egyes források szerint meg is halt –, és az új illír uralkodó nagybátyja, a makedónellenes politikát hirdető Szkerdilaidasz lett.